# Zakaria Aboukhlal
Zakaria Aboukhlal (født 18. februar 2000) er en hollandskfødt marokkansk fodboldspiller, der spiller for den franske klub Toulouse.